# Condizione della donna a Hong Kong

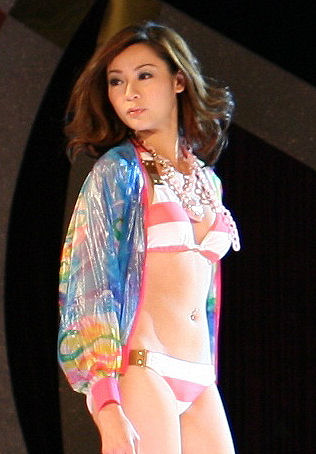
Sharon Luk, Miss Hong Kong 2007.

I diritti delle donne a Hong Kong si sono sempre espressi e situati all'interno del contesto familiare della società di stampo confuciano cinese, allo stesso modo delle donne cinesi del continente e di quelle taiwanesi; secondo la struttura patriarcale maschilista son venute ad assumere un ruolo relativamente subordinato.
Vi è stato un cambiamento culturale a partire dalla dominazione britannica, con un emergere sempre più spiccato di stili e comportamenti di vita sempre più occidentali; oggi il mix di cultura tradizionale cinese e di valori occidentali fa della cultura di Hong Kong un unicum. 
Assieme ad un rapidissimo sviluppo economico e sociale dopo la fine della seconda guerra mondiale, si è assistito anche ad un significativo miglioramento del ruolo delle donne e di conseguenza la storia dei diritti femminili ad Hong Kong è leggermente diversa da quella della Repubblica popolare cinese.
Generalmente le donne di Hong Kong sono più indipendenti, monetariamente autonome e con una scelta professionale e di carriera più libera rispetto alle donne di molti altri paesi del Sudest asiatico; con l'aumento sostenuto del numero di donne in posizioni manageriali in questi ultimi decenni, si è iniziato ad utilizzare il termine superdonna (o "persona forte di sesso femminile") per descriverle.

## Statistiche

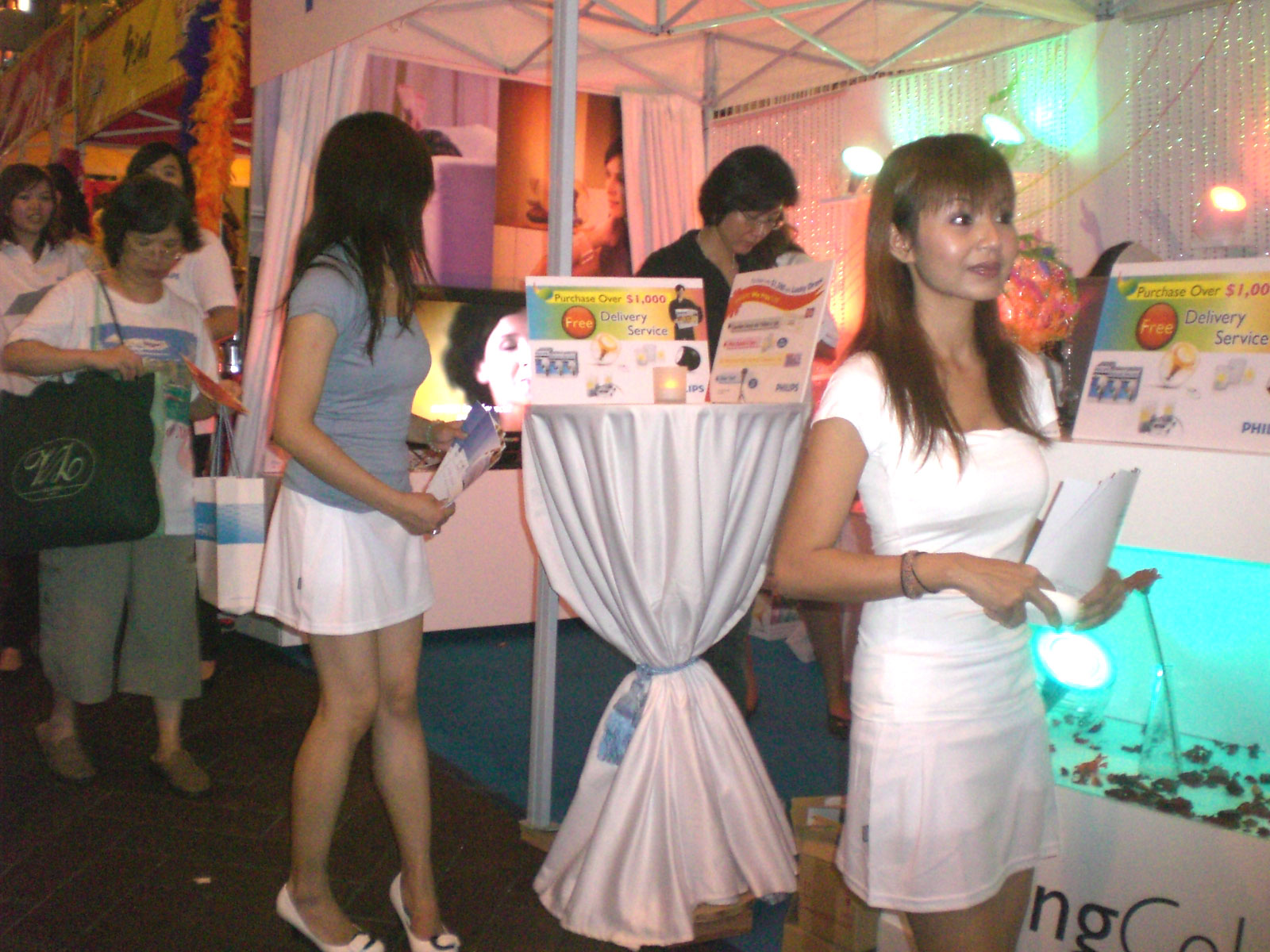
Donne di Hong Kong.

Secondo il censimento del 2006 il numero di donne presenti a Hong Kong è in aumento, mentre quello degli uomini è in leggera decrescita e si prevede un ulteriore deterioramento per i prossimi decenni; la figura della donna single è aumentata rispetto al 2001 del 43,8%.

## Istruzione e carriera
L'istruzione obbligatoria universale risale al 1971, e ciò ha portato poco a poco sempre più un maggior numero di donne nell'élite: il tasso d'iscrizione scolastico delle ragazze è stato superiore a quello dei maschi a partire dal 1980; tuttavia il divario nelle iscrizioni agli istituti superiori e professionali non è variato di molto. 
Nella generalità dei casi ancora nel 2011 sembrava che le donne fossero meno istruite degli uomini.
Col passaggio sempre più spiccato all'economia del settore terziario adibito ai servizi, si è avuta una domanda crescente di colletti bianchi; ciò ha portato ad un'abbondante opportunità di lavoro sia per gli uomini che per le donne.